# Brug 1351
Brug 1351 is een bouwkundig kunstwerk in Amsterdam-Zuidoost.
Deze voetbrug van de hand van architect Dirk Sterenberg uit Hoorn is ontworpen voor de Dienst der Publieke Werken. Voor het voet- en fietspadenstelsel in Amsterdam-Zuidoost waren talloze bruggen en bruggetjes nodig. Sterenberg herhaalde voor die bouwwerken steeds dezelfde basis. In het water staan vier betonnen brugpijlers waarop betonnen jukken liggen, die aan de onderzijde afgerond zijn. Daarop kwamen houten liggers, een houten brugdek en de leuningen bestonden doorgaans uit dikke houten balken, die eenkleurig beschilderd waren met wit, blauw, rood of zoals hier donkergroen. Voor brug 1351 kon volstaan worden met een smalle versie. Er gaan alleen voetgangers overheen en wel de voetgangers tussen twee door een watergang gescheiden wijken in de S-Buurt, doorgaans aangeduid met Gein. Deze brug verbindt daarin de Sliedrechtstraat met het Staverdenplein. Sneller verkeer moet omrijden via de Schoonhovendreef, de doorgaande verkeersroute door de S-Buurt en gaan over dezelfde watergang maar dan over brug 1378, die een geheel andere bouw nodig had.   
Van het type gebruikt bij brug 1351 brug liggen er tientallen in de wijk, zoals de Jean-Paul Sartrebrug (brug 1264) en brug 1358. Brugdek en leuningen waren niet bestand tegen het Nederlandse weer. De bovenbouw, origineel bestaand uit witte beschilderde balken, werd begin 21e eeuw vervangen door slankere leuningen naar model van Haasnoot Bruggen, die relatief veel bruggen bouwde en vernieuwde in Amsterdam.   
De brug kwam in de loop der jaren in de verdrukking. Bij beide betonnen landhoofden staan in totaal drie Italiaanse populieren uit de jaren negentig, die qua omvang meer ruimte in beslag nemen dan origineel bedacht. De bomen aan de westkant komen uit 1990; de boom ten zuidoosten stamt uit 1995; ze worden door de gemeente Amsterdam onderhouden. Geplant als kleine boompjes zijn ze in 2021 24 meter of hoger. Ze zijn dan nog niet ingedeeld als monumentale boom of ander waardevol groen.  
<<< · 1301 · 1302 · 1303 · 1304 · 1305 · 1306 · 1307 · 1308 · 1309 · 1311 · 1312 · 1313 · 1314 · 1315 · 1316 · 1317 · 1319 · 1320 · 1321 · 1322 · 1323 · 1324 · 1325 · 1326 · 1327 · 1328 · 1329 · 1330 · 1331 · 1332 · 1333 · 1334 · 1335 · 1336 · 1337 · 1338 · 1339 · 1340 · 1342 · 1343 · 1344 · 1345 · 1346 · 1347 · 1348 · 1349 · 1350 · 1351 · 1352 · 1353 · 1354 · 1355 · 1356 · 1357 · 1358 · 1359 · 1360 · 1361 · 1362 · 1363 · 1364 · 1365 · 1366 · 1367 · 1368 · 1373 · 1375 · 1376 · 1377 · 1378 · 1379 · 1380 · 1381 · 1382 · 1383 · 1384 · 1385 · 1386 · 1387 · 1388 · 1389 · 1390 · 1391 · 1392 · 1396 · 1397 · 1398 · 1399 · >>>
Brugnummers 1300, 1318, 1341, 1369-1372, 1374, 1393, 1394, 1395 zijn niet vergeven. 1310 is gesloopt; brug 1318 is nooit gebouwd in verband met niet aanleggen Veenendaaldreef.